# Port lotniczy Girua
Port lotniczy Girua (IATA: PNP, ICAO: AYGR) – port lotniczy zlokalizowany w mieście Popondetta, w Papui-Nowej Gwinei.

## Linie lotnicze i połączenia
- Air Niugini (Port Moresby)